# MComix

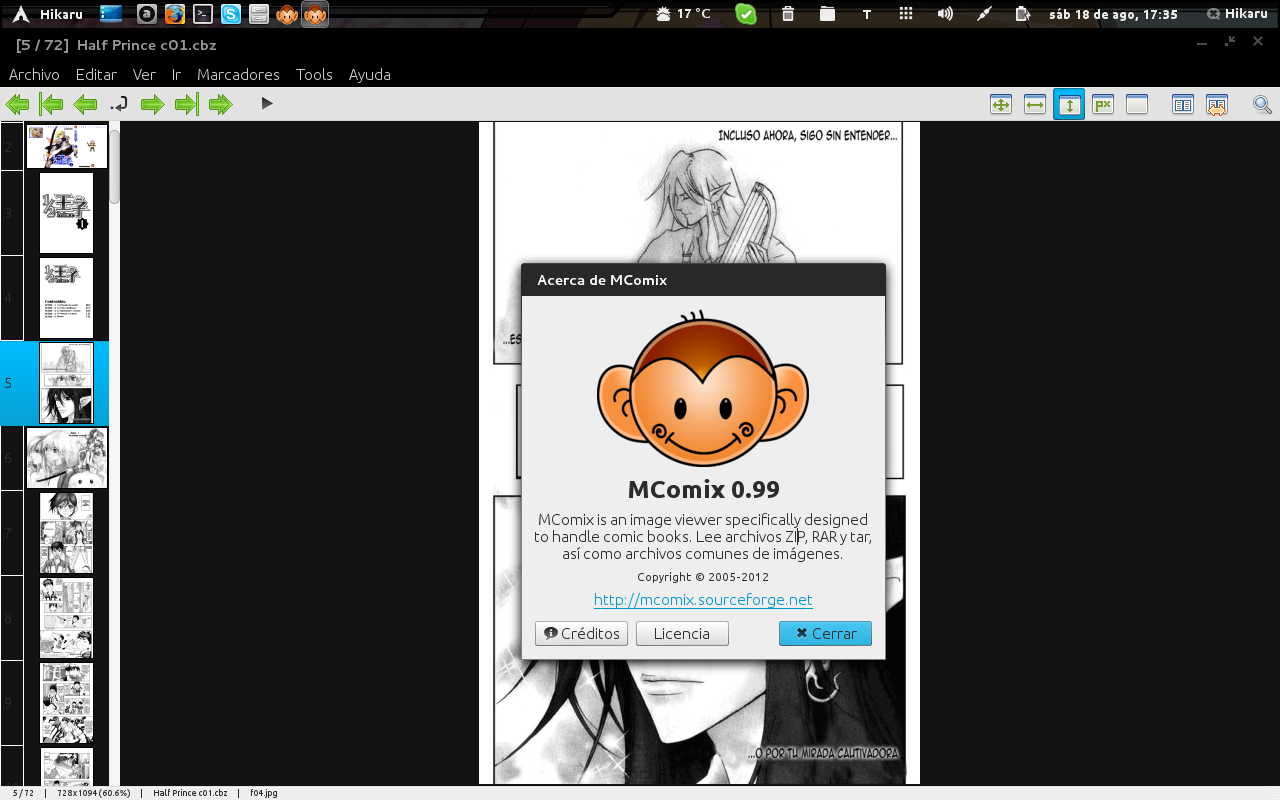
MComix corriendo en Arch Linux en el entorno GNOME Shell.

MComix es una bifurcación de proyecto Comix, un visor de imágenes específicamente diseñado para leer archivos de cómic y manga. El desarrollo de MComix empezó después del desarrollo del proyecto Comix llegara a su fin en el 2009. soporta gran variedad de formatos entre ellos tar, zip, rar, 7zip, cb7, cba, cbz, cbr, ace. También se añadieron funcionalidades, más soporte, corrigieron una gran cantidad de bugs.
Está escrito en el lenguaje de programación Python, utiliza PyGTK, el predecesor de PyGObject y funciona tanto en Windows como en Linux.

## En Linux
Está disponible de forma oficial en los repositorios de Arch Linux (Repositorios oficiales y en los de la comunidad [AUR]), Ubuntu y Fedora, entre otras distribuciones. También es posible compilar el programa desde el código fuente.